# Antonio Gazzoletti
Antonio Gazzoletti (Nago-Torbole, 20 marzo 1813 – Milano, 21 agosto 1866) è stato un giurista e poeta italiano.

## Biografia
Antonio Gazzoletti, patriota, giurista, giornalista, poeta, drammaturgo, saggista, librettista, fu uno dei protagonisti della rivoluzione del 1848, a Trieste. Era figlio di Guglielmo e della nobildonna Silvia Negri di Montenero. Morto nel 1826 il padre, la madre si dedicò con passione alla educazione dei suoi otto figli. Antonio Gazzoletti studiò presso il prestigioso Imperial Regio Ginnasio Superiore di Trento, l'attuale Liceo Classico Giovanni Prati. Da ragazzo, insieme al cugino Giovanni Prati, si divertiva a comporre versi. Alcune sue poesie entrarono nella raccolta antologica: Scelta di poesie edite e inedite di varj autori tirolesi, Trento, 1830. Laureatosi in giurisprudenza a Padova, nel 1835, lavorò molti anni come avvocato a Trieste. 
Collaborò alla rivista triestina «La Favilla». Alla stessa rivista collaborarono anche Caterina Percoto e Francesco dall'Ongaro. Divenne intimo di Nicolò Tommaseo e di Andrea Maffei. Nel 1850 fu confinato a Innsbruck, ma riuscì a fuggire e a nascondersi in Lombardia, dove tenne contatti con l'emigrazione tirolese e trentina. 
Successivamente profugo a Torino, collaborò a testate giornalistiche. Nel 1860 si trasferì a Milano, dove diresse il quotidiano «La Lombardia». Fu eletto deputato al Parlamento del Regno di Sardegna. Nel 1862 divenne Procuratore Generale di Brescia.
Gazzoletti è autore della tragedia cristiana Paolo, l'apostolo delle genti, dove sono chiari i riferimenti a drammi religiosi popolari, ma è anche evidente l'ispirazione dall'Adelchi. Questa tragedia fu apprezzata da Cesare Cantù. L'opera in versi La grotta di Adelberga,dedicata ad Andrea Maffei, ha richiami alla tradizione poetica nordica; la protagonista è Ondina, una ninfa nata dalle acque di Trieste, che si innamora di un uomo che presto l'abbandona. Ondina ripara nel buio di una grotta e, versando lacrime, genera stalagmiti. La grotta di Adelsberg è più nota come Grotte di Postumia. Ondina, che appartiene alla tradizione mitologica germanica, è per metà donna e per metà pesce, come la sirena. La grotta d'Adelberga appartiene al genere fantastico che nella letteratura italiana ottocentesca ha pochi altri esempi.
I suoi resti si trovano al cimitero monumentale di Milano.

## Opere

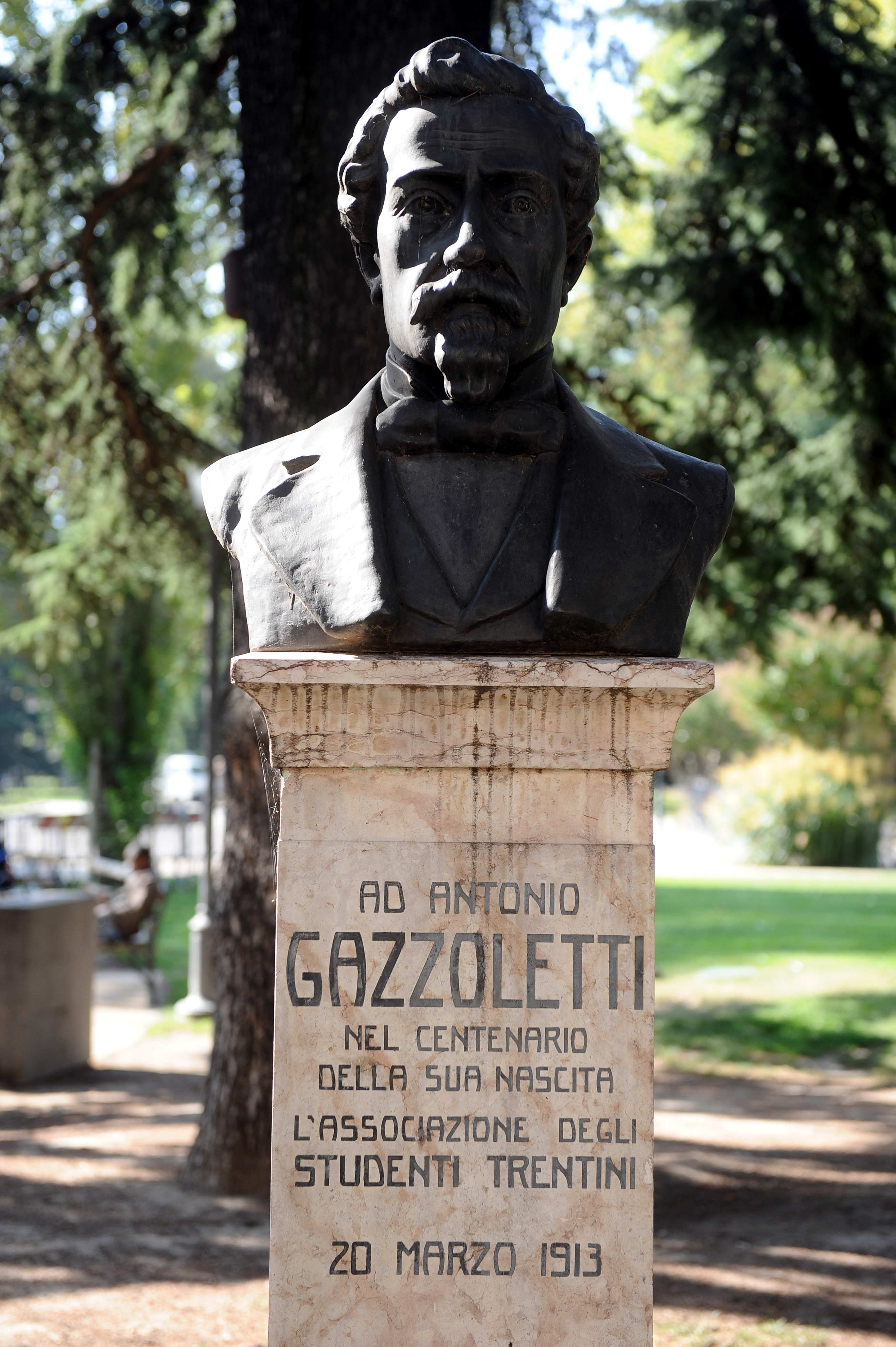
Busto di Antonio Gazzoletti in Piazza Dante a Trento

### Versi
- Versi, 1838
- Galatti, 1840
- Piccarda del Donati, 1841
- Memorie e fantasie, 1842
- Falco Lovaria, 1845
- Poesie, 1846
- La grotta d'Adelberga, 1853
- Poesie, 1860 (compendio)
- Umberto Biancamano, 1863
- Poesie (Affetti e pensieri - Racconti - L'ondina d'Adelberga - Fasti e nefasti - Paolo - La poetica d'Orazio), 1861
- Canzone per la festa secolare di Dante, 1865

### Tragedia
- Paolo, l'apostolo delle genti, 1857 (nuova edizione 1873)

### Libretti d'Opera
- La schiava greca, 1868
- Turanda, 1867 (Musica di Antonio Bazzini)